# Angelocentris
Angelocentris är ett släkte av skalbaggar. Angelocentris ingår i familjen vivlar.
Kladogram enligt Catalogue of Life:
| Angelocentris | \| \| Angelocentris costalimai \| \| \| \| \| \| Angelocentris schubarti \| \| \| \| |
|               | \| \| Angelocentris costalimai \| \| \| \| \| \| Angelocentris schubarti \| \| \| \| |
|               | Angelocentris costalimai                                                             |
|               |                                                                                      |
|               | Angelocentris schubarti                                                              |
|               |                                                                                      |